# Oderwelle
Oderwelle ist ein lokaler Hörfunksender für die ostbrandenburgische Stadt Frankfurt (Oder) und dessen Umland. Das Radioprogramm, welches von der eagle Broadcast Brandenburg GmbH betrieben wird, startete am 1. Januar 2020 als Webradio. Am 3. November 2020 erteilte der Medienrat der Medienanstalt Berlin-Brandenburg dem Sender für die UKW-Frequenz 91,7 eine Zulassung. Ausgestrahlt wird diese seit dem 30. April 2021 vom Oderturm. Hier befinden sich auch die Studios der Oderwelle. Perspektivisch ist eine DAB+-Verbreitung geplant. Nach Radio Frankfurt/Oder und Pure FM Frankfurt ist es der dritte Anlauf, ein Stadtradio in Frankfurt (Oder) zu etablieren.